# Бериашвили, Илья
Илья Бериашвили (груз. ილია ბერიაშვილი; 9 июля 1998, Телави) — грузинский футболист, защитник.

## Биография

### Клубная карьера
Начинал профессиональную карьеру в клубах второй лиги Грузии «Кахети» и «Алазани». В 2017 году подписал контракт с клубом первой лиги «Телави». В сезоне 2019 вместе с клубом стал бронзовым призёром первой лиги и добился выхода в высшую лигу, победив в стыковых матчах «Рустави».
В дебютный сезон в высшей лиге Бериашвили сыграл 14 матчей и забил 1 гол. В январе 2021 года игрок приезжал на просмотр в волгоградский «Ротор», проводивший командные сборы в Турции, но в итоге задержался в «Телави» ещё на полгода. 10 июня того же года пополнил состав «Ротора». С лета 2022 — в ФК «Телави».

### Карьера в сборной
В 2019—2020 годах выступал за молодёжную сборную Грузии.